# Igor Sapała
Igor Sapała (Kartuzy, 11 ottobre 1995) è un calciatore polacco, centrocampista svincolato.

## Caratteristiche tecniche
È un centrocampista centrale, spesso utilizzato in un centrocampo a due nel 3-4-3 dal tecnico del Raków Marek Papszun.

## Palmarès

### Club

#### Competizioni nazionali
- Coppa di Polonia: 3

Raków Częstochowa: 2020-2021, 2021-2022
Wisła Cracovia: 2023-2024
- Supercoppa di Polonia: 1

Raków Częstochowa: 2021